# Папська церковна академія
Па́пська церко́вна акаде́мія (італ. Pontificia Accademia Ecclesiastica; лат. Pontificia Ecclesiastica Academia) — один з вищих навчальних закладів Католицької церкви в Римі. Академія здійснює підготовку священнослужителів для роботи в дипломатичному корпусі і Державному секретаріаті Святого Престолу.

## Історія
Академія заснована в Римі в 1701 році абатом П'єтро Ґараньї, за порадою блаженного Себастьяна Вальфре. Спочатку вона називалася «Академія церковної знаті» (італ. Accademia dei Nobili Ecclesiastici). На початку своєї діяльності академія розташовувалася в палаці Ґабрієллі на Монте-Джордано (тепер Палаццо Таверна). Від початку академія втішалася підтримкою і схваленням папи Климента XI і вже за 20 років після свого заснування мала понад 150 випускників.
У 1703 році папа Климент XI вирішив взяти академію під свою безпосередню опіку і постановив, щоб академії був переданий палац Ґоттофреді на п'яцца Венеція. Згодом, 2 червня 1706 року, академія переїхала в палац Северолі на п'яцца делла Мінерва, де вона знаходиться до сьогодні.
Кардинал Реццоніко, який був студентом академії, став папою під ім'ям Климента XIII і вирішив тимчасово припинити діяльність академії. Протягом 11 років, коли академія була закрита, її приміщення здавалися в оренду. Академія була скорочена до мінімуму.
На конклаві 1775 року постало питання про відновлення діяльності академії. Відразу ж після обрання папи Пія VI академія була відкрита (в листопаді того ж року) і її президентом був призначений Паоло Антоніо Паолі, генеральний прокуратор конгрегації Богоматері в Кампітелло. У наступному році папа забажав особисто відвідати академію. Крім того, під час його понтифікату був установлений звичай, щоб один зі студентів академії виступав з промовою в присутності папи на святі Кафедри святого Петра.
Понтифікат Пія VI сприятливо позначився на економічному становищі академії. У березні 1778 року папа вдруге відвідав академію. У цей період студентом академії був Аннібале делла Дженґа, який у 1823 році був обраний папою під ім'ям Льва XII.
Після революції 1798 року академія знову впродовж п'яти років була закрита. Потім, у 1803 році, її знову відкрито за рішенням папи Пія VII як церковний заклад з регулярними курсами з теології і права. Академії надано право представляти щороку двох студентів до університету Ла Сапієнца на здобуття наукового ступеня в галузі богослов'я і права. У цей період, передусім через послаблення дисципліни, академія втратила свою попередню репутацію.
Стурбований поганою роботою академії, Пій IX на початку свого понтифікату створив спеціальну комісію кардиналів, яка мала вжити необхідних заходів, щоб повернути академію на правильний шлях. Кардинали вирішили закрити академію на невизначений час. Всі учні були відраховані наприкінці 1847 навчального року. У приміщеннях академії, в результаті народних заворушень у 1848—1849 років, розмістилося Військове та Морське міністерство Римської Республіки, а деякі з її володінь були конфісковані французькими військами.
У 1850 році академія, нарешті, змогла відновити свою діяльність, отримати новий зовнішній вигляд і більш конкретні цілі. Пій IX доручив академії здійснювати підготовку молодих священиків до дипломатичну службу Святого Престолу або для служіння в Римській курії. Студенти були зобов'язані отримати науковий ступінь у галузі богослов'я або права і повинні були пройти трирічний курс дипломатії та іноземних мов.
У 1878 році ще один колишній студент академії був обраний папою — кардинал Джоакіно Печчі, який прийняв ім'я Льва XIII. Він сприяв ще серйознішій інтелектуальній підготовці студентів шляхом введення публічного захисту дисертацій.
У перші десятиліття XX століття і особливо під час того, як академією керував архієпископ Рафаель Меррі дель Валь, майбутній держсекретар Святого Престолу, в академії навчалися численні англійці, що перейшли на католицизм, які готувалися до священства.
На конклаві 1914 року папою був обраний кардинал Джакомо Делла К'єза, який прийняв ім'я Бенедикта XV. Він раніше сам був студентом академії, а потім і працював у ній професором дипломатичного стилю.
Новий імпульс розвитку академії дали папи Пій XI і Пій XII. Перший постановив, що покровителем академії став Державний секретар Святого Престолу, а також академії надано сучасну назву «Папська церковна академія». Другий установив нові правила академії, які були видані в 1945 році і діють понині.

## Навчальний процес
Зарахування до академії відбувається за рекомендацією єпархіального єпископа. Кандидати на зарахування мають бути священиками і мати освіту в галузі теології або канонічного права, мати не більше 35 років, володіти не менш ніж двома іноземними мовами.
Навчальний процес складається з двох частин:
1. Студенти повинні пройти навчання в одному з папських університетів Рима і отримати ступінь з канонічного права.
2. Студенти повинні протягом двох років пройти навчання в стінах академії. У склад курсу входять дисципліни:
  1. Історія папської дипломатії
  2. Дипломатичний стиль і документація
  3. Міжнародне та дипломатичне право
  4. Церковна дипломатія
  5. Церковні і політичні міжнародні організації
  6. Соціальна доктрина Церкви
  7. Церковне право православних держав
  8. Французька, іспанська, італійська, англійська мови
  9. Латинська мова

## Президенти Папської церковної академії
- священик Маттео Дженнаро Сібілья (1701—1704);
- священик Франческо Джорданіні (1704—1720);
- священик Пеллеґріно Де Неґрі (1721—1728);
- священик Томмазо Джанніні (1729—1739);
- граф Джироламо Формальяні (1739—1742);
- Анджело Ґранеллі (1742—1744);
- маркіз П'єр Маттео Онораті (1744—1762);
- архієпископ Інноченцо Ґорґоні (1763—1764);
- священик Паоло Антоніо Паолі (1775—1798);
- священик Вінченцо Бренчалья (1802—1814);
- архієпископ Джованні Джакомо Сінібальді (1814—1843);
- єпископ Джованні Баттіста Розані (1843—1847);
- єпископ Джузеппе Кардоні (1850—1873);
- єпископ Венанціо Мобілі (1873—1875);
- єпископ Одоардо Аньєллі (1875—1878);
- єпископ Плачідо Марія Ск'яффіно (1878—1884);
- священик Доменіко Феррата (1884—1885);
- єпископ Луїджі Сеп'яччі (1885—1886);
- архієпископ Франческо Сатоллі (1886—1891);
- архієпископ Авґусто Ґвіді (1892—1894);
- архієпископ Філіппо Кастракане дельї Антельмінеллі (1895—1898);
- архієпископ Рафаель Меррі дель Валь-і-Сулуета (19 квітня 1900 — 12 листопада 1903);
- архієпископ Франческо Соґаро (1903 — 6 лютого 1912);
- архієпископ Джованні Марія Дзонґі (5 грудня 1914 — 8 серпня 1941);
- єпископ Паоло Савіно (1941 — 27 квітня 1959);
- архієпископ Джакомо Теста (1959 — 29 вересня 1962);
- архієпископ Джіно Паро (31 серпня 1962 — 5 травня 1969);
- архієпископ Сальваторе Паппалардо (1969 — 17 жовтня 1970);
- архієпископ Феліче Піроцці (17 жовтня 1970 — 25 липня 1975);
- архієпископ Чезаре Дзаккі (1 червня 1975 — 8 червня 1985);
- архієпископ Джастін Френсіс Рігалі (8 червня 1985 — 21 грудня 1989);
- архієпископ Карл-Йозеф Раубер (22 січня 1990 — 16 березня 1993);
- архієпископ Ґабрієль Монтальво Іґера (29 квітня 1993 — 7 грудня 1998);
- архієпископ Георг Цур (7 грудня 1998 — 29 січня 2000);
- архієпископ Хусто Мульйор Ґарсія (11 лютого 2000 — 13 жовтня 2007);
- архієпископ Беніаміно Стелла (13 жовтня 2007 — 21 вересня 2013);
- архієпископ Джамп'єро Ґлодер (від 21 вересня 2013).